# Saint-Germain-l’Aiguiller
Saint-Germain-l’Aiguiller korábbi község Franciaország Loire mente régiójában, Vendée megyében. 2016. január 1-jén Mouilleron-en-Pareds korábbi községgel egyesült és az így létrejött Mouilleron-Saint-Germain új község része lett.
Lakosainak száma 437 fő (2018. január 1.). Saint-Germain-l’Aiguiller Cheffois, Réaumur, Tallud-Sainte-Gemme és Mouilleron-Saint-Germain községekkel határos.

## Népesség
A település népessége az elmúlt években az alábbi módon változott:
| Lakosok száma | 284  | 272  | 271  | 267  | 316  | 390  | 452  | 465  | 473  | 437  |
|               | 1962 | 1968 | 1975 | 1982 | 1990 | 2008 | 2013 | 2015 | 2017 | 2018 |